# Thuiaria acutiloba
Thuiaria acutiloba is een hydroïdpoliep uit de familie Sertulariidae. De poliep komt uit het geslacht Thuiaria. Thuiaria acutiloba werd in 1884 voor het eerst wetenschappelijk beschreven door Kirchenpauer. 